# Дорис Пак
Дорис Пак (њем. Doris Pack; Шифвајлер, 18. март 1942) њемачки је политичар, предсједник женског огранка Европске народне странке, предсједник Института Роберт Шуман и бивши посланик у Европском парламенту од 1989. до 2014. године. У периодима 1974—1983. и 1985—1989. била је посланик у Бундестагу. Члан је конзервативне Хришћанско-демократске уније Њемачке и предсједавајућа је Одбора за културу и образовање Европског парламента од 2009. године.
Предсједавајућа је Француско-њемачке задужбине за културну сарадњу, предсједник Европског удружења сајмова дјечијих књига, члан телевизијског савјета Друге њемачке телевизије, предсједник Удружења за образовање одраслих Сарске области и потпредсједница Европског покрета за Сарску област. Такође је извршни члан Европске народне странке. Била је чланк Парламентарне скупштине Савјета Европе и Скупштине Западноевропске уније (1981—1983. и 1985—1989). Предсједавајућа је савјетодавног одбора A Soul for Europe.
Учитељску школу завршила је 1965. и радила је као учитељица у основним школама до 1974. године. Од 1983. до 1985. била је запослена у Министарству образовања Сарске области. Добила је почасни докторат на хрватском Свеучилишту у Задру.